# Alfred Stricker

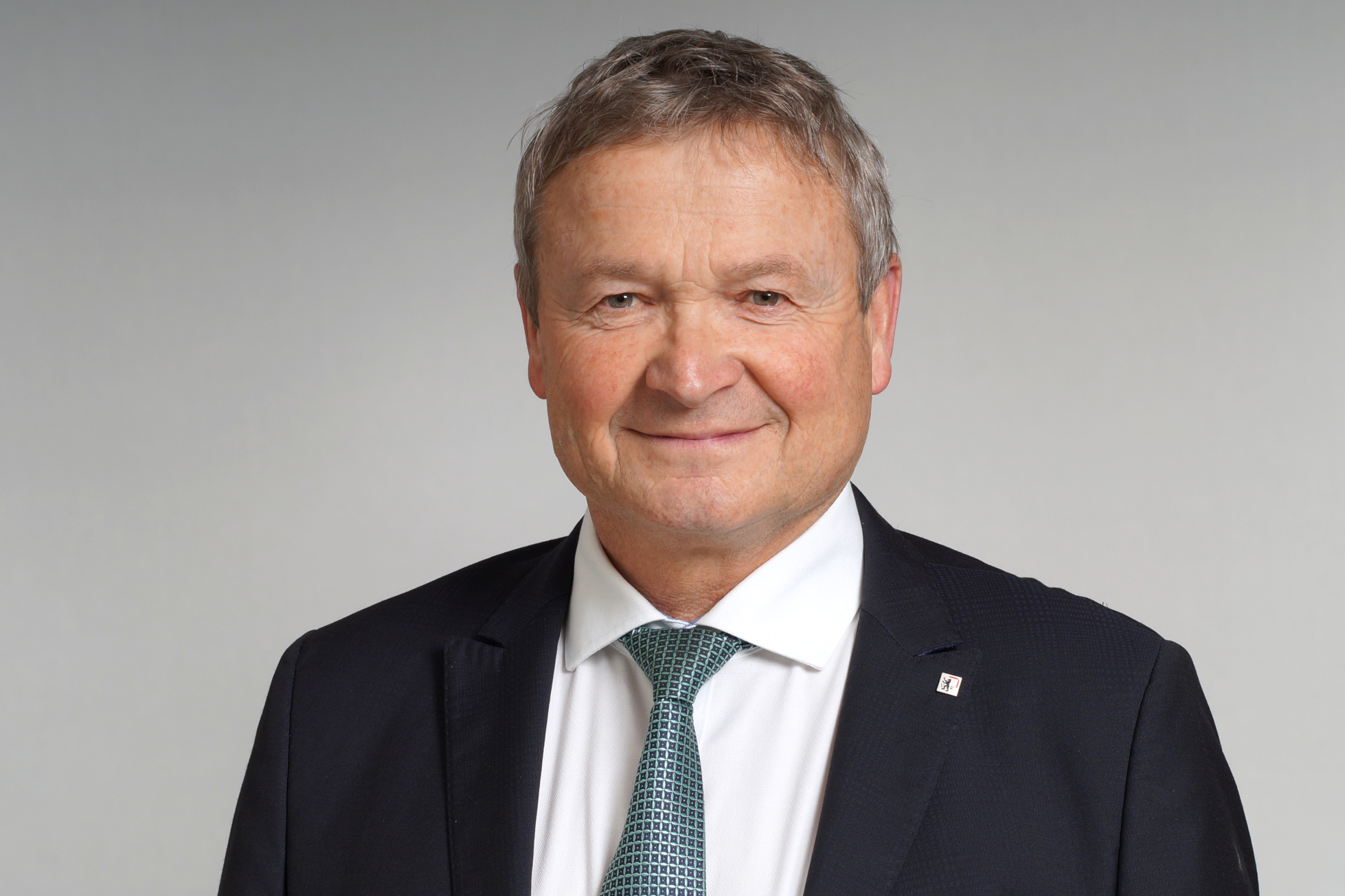
Alfred Stricker

Alfred Stricker (* 7. Dezember 1960 in Stein AR; heimatberechtigt ebenda) ist ein Schweizer Politiker (parteiunabhängig).

## Leben
Alfred Stricker wuchs auf einem Bauernhof in Stein AR auf, wo er auch die Schulen besuchte. Er ist gelernter Landwirt. Nach Lehr- und Wanderjahren übernahm er 1988 den elterlichen Betrieb, erwarb er das Meisterdiplom und bildete fortan auch Lehrlinge aus. Zudem engagierte er sich im nationalen und im kantonalen Bauernverband. Stricker hat eine Leidenschaft für Musik und war Oberturner im Turnverein Stein, dem grössten Verein in der Gemeinde. 
Alfred Stricker ist verheiratet und Vater von drei Kindern. Er ist Oberleutnant der Schweizer Armee.

## Politik
Alfred Stricker stammt aus einer politischen Familie. Bereits sein Vater Alfred Stricker-Sturzenegger (1929–2019) wie auch sein Grossvater Jakob Stricker (1898–1965) waren Regierungsräte.
Stricker begann seine politische Karriere im Gemeinderat von Stein: von 1996 bis 2007 betreute er dort die Dossiers Schule, Soziales, Vormundschaft, Land- und Forstwirtschaft sowie Feuerwehr. Von 2007 bis 2015 war er im Ausserrhoder Kantonsrat. 2015 wurde er als Parteiloser neu in den von sieben auf fünf Sitze verkleinerten Regierungsrat gewählt und übernahm das Departement Bildung und Kultur. In seine Amtszeit fielen die Totalrevision des Volksschulgesetzes und eine Reorganisation des Amts für Volksschule und Sport. Stricker war Vorstandsmitglied der Schweizerischen Konferenz der kantonalen Erziehungsdirektoren und bei der Gründung der Fachhochschule OST dabei. Das Amt für Kultur zog in seiner Amtszeit nach Trogen um, bei der Leitung gab es einen Generationenwechsel. Von 2019 bis 2021 präsidierte Alfred Stricker die Kantonsregierung als Landammann und führte den Kanton durch die Corona-Pandemie, er musste aber auch die Schliessung des Spitals Heiden bekanntgeben. Per Ende Mai 2025 trat Alfred Stricker altershalber aus der Regierung zurück.
Alfred Stricker ist Ehrenmitglied des Vereins Parteiunabhängige Appenzell Ausserrhoden.